# Повхатан-Пойнт (Огайо)
Повхатан-Пойнт (англ. Powhatan Point) — селище (англ. village) в США, в окрузі Бельмонт штату Огайо. Населення — 1461 особа (2020).

## Географія
Повхатан-Пойнт розташований за координатами 39°51′44″ пн. ш. 80°48′34″ зх. д. / 39.86222° пн. ш. 80.80944° зх. д. (39.862318, -80.809564).  За даними Бюро перепису населення США в 2010 році селище мало площу 4,23 км², з яких 3,81 км² — суходіл та 0,42 км² — водойми.

## Демографія
Згідно з переписом 2010 року, у селищі мешкали 1592 особи в 710 домогосподарствах у складі 462 родин. Густота населення становила 377 осіб/км².  Було 792 помешкання (187/км²).
Расовий склад населення:
| - 98,7 % — білих - 0,4 % — чорних або афроамериканців - 0,3 % — корінних американців - 0,1 % — азіатів |

До двох чи більше рас належало 0,6 %. Частка іспаномовних становила 0,3 % від усіх жителів.
За віковим діапазоном населення розподілялося таким чином: 21,4 % — особи молодші 18 років, 61,1 % — особи у віці 18—64 років, 17,5 % — особи у віці 65 років та старші. Медіана віку мешканця становила 43,6 року. На 100 осіб жіночої статі у селищі припадало 91,6 чоловіків;  на 100 жінок у віці від 18 років та старших — 90,3 чоловіків також старших 18 років.
Середній дохід на одне домашнє господарство  становив 48 750 доларів США (медіана — 39 500), а середній дохід на одну сім'ю — 58 624 долари (медіана — 51 875). Медіана доходів становила 60 882 долари для чоловіків та 33 304 долари для жінок. За межею бідності перебувало 22,4 % осіб, у тому числі 39,0 % дітей у віці до 18 років та 12,0 % осіб у віці 65 років та старших.
Цивільне працевлаштоване населення становило 622 особи. Основні галузі зайнятості: освіта, охорона здоров'я та соціальна допомога — 23,3 %, сільське господарство, лісництво, риболовля — 14,1 %, виробництво — 13,5 %.